# Scarpaccia
La scarpaccia è un piatto tradizionale diffuso in provincia di Lucca. Ne esistono numerose varianti, di cui le principali sono la scarpaccia viareggina, dolce, e la scarpaccia camaiorese, salata. 
La preparazione della scarpaccia avveniva in primavera usando esclusivamente zucchine appena raccolte e di piccole dimensioni (specialmente nella versione viareggina). L'altezza della preparazione non doveva superare un centimetro. Tradizionalmente veniva cotta dai fornai a fine giornata, sfruttando il calore residuo del forno appena spento.  
Secondo alcuni autori, il nome deriverebbe "dal fatto che, una volta cotta, ha lo spessore d’una suola di scarpa vecchia: una scarpaccia".

## Origine
Secondo una leggenda, Castruccio Castracani, si spinse con il suo esercito lungo la valle del Serchio fino al castello di Colognora (Val di Roggio), nel comune di Pescaglia, ai confini tra l’attuale Versilia e la Piana di Lucca. Avendo terminato i viveri, si rivolse ai contadini, i quali gli donarono zucchine, farina e qualche uovo. Con questi ingredienti e utilizzando braci di fortuna, sarebbe stata realizzata la prima scarpaccia.

## Scarpaccia viareggina
Versione diffusa a Viareggio.

### Ricetta (dosi per 6 persone)
- Zucchine chiare in fiore (piccole e fresche): g 500
- Fiori di zucca: 1 mazzetto
- Farina: g 150
- Zucchero: g 150
- Uova: 2 (opzionale)
- Burro: g 50 (opzionale)
- Vanillina: 1 bustina (opzionale)
- Latte: 1/2 bicchiere (varianti: cognac o liquore strega o altri alcolici)
- Olio d’oliva
- Sale: 1 pizzico

Tagliare le zucchine a fettine sottili e i fiori a filetti (senza pistilli). Cospargere le zucchine con un po’ di sale e lasciate il tutto a “fare acqua” per circa mezz’ora. Preparare una pastella con: uova (se presenti), zucchero, farina, burro fuso (se presente), vanillina (se presente), un pizzico di sale e il latte (o alcolici). Pulire le zucchine dalla propria acqua, aggiungere alla pastella, mescolare, versare in una teglia imburrata e infarinata (o con carta da forno). Aggiungere un filo d'olio e cuocete in forno medio a 180 °C per circa 45 minuti.

## Scarpaccia camaiorese
Versione diffusa a Camaiore. Nella versione diffusa nella frazione camaiorese di Capezzano Pianore, all'impasto viene aggiunto anche parmigiano reggiano grattugiato.

### Ricetta (dosi per 6 persone)
- Zucchine chiare in fiore: g 500
- 2 Cipolline bianche fresche
- 4 Foglie di basilico (opzionale)
- Farina: g 150
- Uova: 2 (opzionale)
- Burro: g 50 (opzionale)
- Latte: 1/2 bicchiere (opzionale)
- Parmigiano grattugiato (opzionale; in uso nella variante di Capezzano Pianore)
- Olio d’oliva
- Sale
- Pepe

Tagliare le zucchine e le cipolline a fette sottili. Preparare una pastella con: farina, uova (se presenti), 4 cucchiai d’olio, sale, pepe, latte (se presenti) e un po’ d’acqua. Aggiungere zucchine, cipolline e basilico, mescolare. versare in una teglia imburrata e infarinata (o con carta da forno). Aggiungere un filo d'olio e cuocete in forno medio a 200 °C per circa un'ora.